# Septoria ahmadii
Septoria ahmadii är en svampart som beskrevs av Petr. 1954. Septoria ahmadii ingår i släktet Septoria och familjen Mycosphaerellaceae.   Inga underarter finns listade i Catalogue of Life.